# Dichrooscytus nitidus
Dichrooscytus nitidus är en insektsart som beskrevs av Knight 1968. Dichrooscytus nitidus ingår i släktet Dichrooscytus och familjen ängsskinnbaggar. Inga underarter finns listade i Catalogue of Life.